# L'Ange de goudron
Pour plus de détails, voir Fiche technique et Distribution.
L’Ange de goudron  est un film québécois réalisé par Denis Chouinard sorti en 2001. 

## Synopsis
Ahmet Kasmi, sa femme et ses enfants ont immigré au Canada pour fuir l’Algérie, qui est au bord de la guerre civile. Ils vivent à Montréal depuis trois ans. Après avoir complété les procédures auprès des autorités de l’immigration, ils attendent leur statut de citoyenneté canadienne. Les valeurs familiales sont encore celles de l’Algérie et ses membres s’adaptent progressivement au Québec. Le fils aîné, Hafid, bouleverse ce processus. Adhérant à un groupe d’activistes anti-mondialisation, il s’implique dans des actions sociales, entre autres, contre l’expulsion des réfugiés. À la suite de gestes radicaux, sa fuite amène le désarroi dans sa famille. Pour tenter de sauver son fils et ne pas ruiner leurs chances d’obtenir leur citoyenneté, Ahmed recherche Hafid. Cette quête le confronte. Il y découvre le militantisme de son fils et des aspects moins apparents de sa société d’accueil. Il y fait la connaissance de Huguette, une jeune militante amoureuse de Hafid. Ils s’aventurent dans le vaste territoire enneigé du Québec, dans un parcours quasi initiatique où s’opposent et se confondent filiation et citoyenneté. 

## Fiche technique
- Réalisation : Denis Chouinard
- Production : Roger Frappier et Luc Vandal
- Scénario : Denis Chouinard
- Photographie : Guy Dufaux
- Montage : Richard Comeau
- Musique : Bertrand Chénier
- Direction artistique : Mario Hervieux

## Distribution sélective
- Zinedine Soualem : Ahmed Kasmi
- Hiam Abbass : Naïma Kasmi
- Rabah Aït Ouyahia : Hafid Kasmi
- Catherine Trudeau : Huguette
- Kenza Abiabdillah : Djamila Kasmi
- Marc Beaupré : Sylvain
- Koumba Ball : Snoopy
- Raymond Cloutier : Roberto
- Gary Boudreault : Bertrand
- Igor Ovadis : Ruffolo
- François Papineau : Walter Desrosiers
- Maude Guérin : Pauline Toulouse
- Pierre Muzadi : Chanteur africain
- Françoise Lemieux : Juge
- Martin Dubreuil : Claude

## Distinctions

### Récompenses
- 2002  Prix Robert-Claude Bérubé pour le Cinéma : Communication et Société
- 2002  Prix du Jury Œcuménique : Festival de Berlin Sélection Panorama
- 2001 Prix du meilleur long métrage canadien : Festival des films du monde de Montréal
- 2001 Prix du public : Festival des films du monde de Montréal

### Nominations
- 2001 : Grand prix des Amériques au Festival des films du monde de Montréal à Denis Chouinard
- 2002 : Grand Prix du Festival du film de Paris à Denis Chouinard
- 2002 : Prix Génie pour la Meilleure Direction à Denis Chouinard
- 2002 : Prix Génie pour la Meilleure musique originale à Bertrand Chénier
- 2002 : Prix Génie pour le Meilleur acteur dans un rôle principal à Zinedine Soualem
- 2002 : Prix Jutra pour le Meilleur acteur à Zinedine Soualem
- 2002 : Prix Jutra pour la Meilleure actrice à Catherine Trudeau
- 2002 : Prix Jutra pour la Meilleure cinématographie à Guy Dufaux
- 2002 : Prix Jutra pour la Meilleure réalisation à Denis Chouinard
- 2002 : Prix Jutra pour le Meilleur film à Roger Frappier et Luc Vandal
- 2002 : Prix Jutra pour la Meilleure musique à Bertrand Chénier
- 2002 : Prix Jutra pour le Meilleur scénario à Denis Chouinard
- 2002 : Prix Jutra pour le Meilleur acteur dans un rôle de soutien à Raba Aït Ouyahhia